# 진춘
진춘(陳春, ?~?)은 신라의 관리이다.

## 생애
진골 출신의 이찬(伊湌) 관등인 그는 649년에 백제의 은상(殷相)이 군대를 이끌고 공격해 오자, 김유신 등과 함께 출전해 공격해 온 백제군을 상대로 승리했다.
백제가 멸망한 뒤인 661년에 하서주총관(河西州摠管)이 되어 옹산성(甕山城)에서 저항하던 수천 명의 백제 유민을 죽이고 항복을 받아냈으며, 이 공으로 검(劍)을 하사받았다.
668에는 경정총관(京停摠管)에 임명되어 고구려 멸망에 공을 세웠다.
676년, 신라의 재상이었던 그는 관직에서 물러나고자 했지만 문무왕은 받아들이지 않고 오히려 그에게 궤장(几杖)을 하사했다.

## 진춘이 등장하는 작품
- 《삼국기》-(KBS, 1992년~1993년, 배우:고진학)